# Xabier Benito Ziluaga

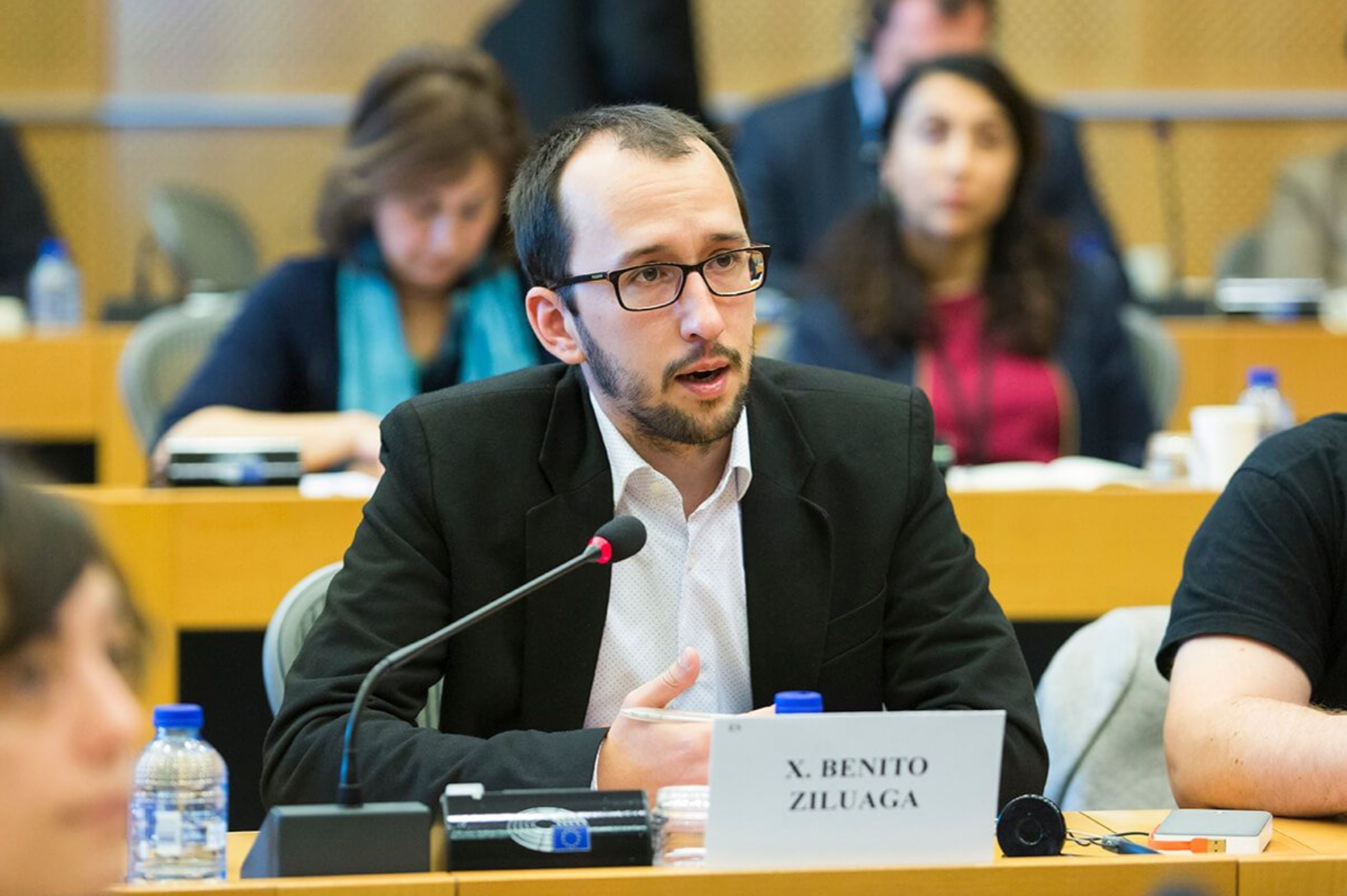
Xabier Benito Ziluaga (2017)

Xabier Benito Ziluaga (* 23. Mai 1988 in Getxo, Autonome Gemeinschaft Baskenland) ist ein spanischer Politiker, der seit November 2015 Mitglied des Europäischen Parlaments ist und Spanien als Mitglied von Podemos vertritt.

## Leben
Xabier Benito erwarb einen Bachelor-Abschluss in Sozialarbeit. Bevor er sich der Politik zuwandte, arbeitete er mit sozial ausgegrenzten Menschen, wobei er sich besonders um Drogenabhängige kümmerte.

## Politische Karriere
Benito ist seit der Gründung von Podemos Urain Ahal Dugu Circulo im Jahr 2014 Mitglied. Diese lokale Versammlung, die der Ideologie des Antikapitalismus nahesteht, wurde als Teil der neuen politischen Partei Podemos integriert, die im Januar 2014 als politische Reaktion auf die spanische Anti-Austeritätsbewegung 15M gegründet wurde. Die neue Partei präsentierte eine nationale Kandidatur für die Wahlen zum Europäischen Parlament 2014 nach einem Prozess von autonomen Vorwahlen, bei denen Benito auf Platz 9 landete. Unerwartet für die Medien und die übrigen politischen Parteien erhielt Podemos, die erst fünf Monate vor der Wahl gegründet wurde, fünf Sitze und wurde über Nacht zur vierten politischen Kraft in Spanien.
Obwohl Benito nicht von Anfang an ins Europäische Parlament einzog, wurde er im November 2015 Mitglied der Kammer, als Pablo Iglesias, der Vorsitzende der Partei, zurücktrat und seinen Sitz in Brüssel verließ, um sich auf die spanischen Parlamentswahlen 2016 zu konzentrieren. Benito, der damals 25 Jahre alt war, wurde das jüngste Mitglied des Europäischen Parlaments. In einem Interview wenige Tage vor seinem Amtsantritt sagte Benito, er wolle sich besonders für "junge Arbeitsplätze und ein neues Energiemodell" einsetzen.